# Brandon McInnis
Brandon McInnis es un actor de voz y traductor estadounidense. Antes trabajó como ingeniero de software, pero decidió seguir una carrera como actor tras ser convencido por su hermano. Algunos de sus papeles más destacados incluyen doblajes al inglés de varios animes, entre ellos Finral en Black Clover, Yūta Hibiki en SSSS. Gridman, Gen Asagiri en Dr. Stone, Sir Nighteye en My Hero Academia , Kaguya-sama: Love Is War y Gyutaro en Demon Slayer: Kimetsu no Yaiba.

## Biografía
Durante la escuela secundaria, Brandon McInnis participó en teatro musical. Sin embargo, en ese momento no se dedicó a la actuación y, en cambio, se graduó de la universidad con un título en japonés. Tras trabajar en Tokio, regresó a Estados Unidos para laborar como ingeniero de software, sin tener planes de convertirse en actor. No obstante, su hermano lo convenció para que audicionara en la producción local de Los miserables en su ciudad, donde fue elegido para interpretar un papel principal. A partir de entonces, McInnis decidió seguir una carrera en la actuación.
McInnis es abiertamente bisexual y está casado con su compañero actor de doblaje J. Michael Tatum.

## Filmografía

### Doblaje de anime
| Año  | Título | Papel                                     | Notas                   | Fuentes |
| ---- | --- | ----------------------------------------- | ----------------------- | ------- |
| 2016 | Kuroshitsuji: Book of Murder                                                                              | Patrick Phelps                            |                         | [ 5 ]   |
| 2016 | Shōnen Maid                                                                                               | Ryūji                                     |                         | [ 6 ]   |
| 2016 | Arslan Senki: Fuujin Ranbu                                                                                | Merlane                                   |                         | [ 6 ]   |
| 2016 | Danganronpa 3: The End of Kibōgamine Gakuen                                                               | Sonosuke Izayoi                           |                         | [ 7 ]   |
| 2016 | 91 Days                                                                                                   | Corteo                                    |                         | [ 8 ]   |
| 2016 | Joker Game                                                                                                | Alain                                     |                         | [ 8 ]   |
| 2016 | Touken Ranbu: Hanamaru                                                                                    | Atsushi Toushirou                         |                         | [ 9 ]   |
| 2016 | Nanbaka                                                                                                   | Samon                                     |                         | [ 8 ]   |
| 2016 | All Out!!                                                                                                 | Tanashi                                   |                         | [ 8 ]   |
| 2017 | Ēldlive                                                                                                   | Love                                      |                         | [ 10 ]  |
| 2017 | Dragon Ball Super                                                                                         | Ganos                                     |                         | [ 9 ]   |
| 2017 | Tsuki ga Kirei                                                                                            | Roman Yamashina                           |                         | [ 11 ]  |
| 2017 | Gensomaden Saiyuki                                                                                        | Goujin                                    |                         | [ 12 ]  |
| 2017 | Yōkoso Jitsuryoku Shijō Shugi no Kyōshitsu e                                                              | Ken Sudo                                  |                         | [ 12 ]  |
| 2017 | Yōjo Senki                                                                                                | Cunningham                                |                         | [ 9 ]   |
| 2017 | ACCA: 13-ku Kansatsu-ka                                                                                   | Hermano menor de Lilium                   |                         | [ 9 ]   |
| 2017 | Roku de Nashi Majutsu Kōshi to Akashic Records                                                            | Huey Rostahm                              |                         | [ 9 ]   |
| 2017 | Samurai Warriors                                                                                          | Hideyori Toyotomi                         |                         | [ 9 ]   |
| 2017 | Gamers!                                                                                                   | Keita Amano                               |                         | [ 9 ]   |
| 2017 | Space Battleship Yamato 2199                                                                              | Nobuhiko Sugiyama, Alter, Shigeru Hayashi |                         | [ 9 ]   |
| 2017 | Black Clover                                                                                              | Finral                                    |                         | [ 13 ]  |
| 2017 | Dies Irae                                                                                                 | Karl Krafft, Ren                          |                         | [ 13 ]  |
| 2017 | Net-juu no Susume                                                                                         | Himeralda                                 |                         | [ 13 ]  |
| 2017 | Code: Realize - Sōsei no Himegimi -                                                                       | Count Saint-Germain                       |                         | [ 13 ]  |
| 2017 | Ōsama Game The Animation                                                                                  | Hirofumi                                  |                         | [ 13 ]  |
| 2017 | Kekkai Sensen                                                                                             | Toby                                      |                         | [ 13 ]  |
| 2018 | Junji Ito Collection                                                                                      | Kuroda                                    |                         | [ 14 ]  |
| 2018 | Saredo Tsumibito wa Ryū to Odoru                                                                          | Helodel                                   |                         | [ 15 ]  |
| 2018 | This Boy Suffers from Crystallization                                                                     |                                           | Asistente de traducción | [ 16 ]  |
| 2018 | Hyakuren no Haō to Seiyaku no Valkyria                                                                    | Yuuto Suoh                                |                         | [ 17 ]  |
| 2018 | Tokyo Ghoul:re                                                                                            | Mizuro Tamaki                             |                         | [ 9 ]   |
| 2018 | SSSS.Gridman                                                                                              | Yūta Hibiki                               |                         | [ 18 ]  |
| 2019 | Kono Oto Tomare! Sounds of Life                                                                           | Yoshiki                                   |                         | [ 9 ]   |
| 2019 | Dr. Stone                                                                                                 | Gen Asagiri                               |                         | [ 9 ]   |
| 2019 | Actors: Songs Connection                                                                                  | Saku                                      |                         |         |
| 2019 | My Hero Academia                                                                                          | Sir Nighteye                              |                         | [ 19 ]  |
| 2020 | Kaguya-sama: Love Is War                                                                                  | Tsubasa Tanuma                            |                         |         |
| 2020 | Appare-Ranman!                                                                                            | Al Lyon                                   |                         | [ 20 ]  |
| 2020 | Gleipnir                                                                                                  | Hatta                                     |                         | [ 9 ]   |
| 2020 | Maōjō de Oyasumi                                                                                          | Paladins                                  |                         | [ 9 ]   |
| 2020 | Fire Force                                                                                                | Yūichirō Kurono                           |                         |         |
| 2020 | The Gymnastics Samurai                                                                                    | Leonardo                                  |                         | [ 21 ]  |
| 2021 | Back Arrow                                                                                                | Shū Bi                                    |                         |         |
| 2021 | A3! | Yuki Rurikawa                             |                         |         |
| 2021 | Uramichi Oniisan                                                                                          | Iketeru Daga                              |                         | [ 22 ]  |
| 2021 | RE-MAIN                                                                                                   | Keita Kakihana                            |                         |         |
| 2021 | Shin no Nakama ja Nai to Yuusha no Party wo Oidasareta node, Henkyou de Slow Life suru Koto ni Shimashita | Ares Srowa                                |                         | [ 9 ]   |
| 2022 | Kenja no Deshi o Nanoru Kenja                                                                             | Solomon                                   |                         |         |
| 2022 | Sabikui Bisco                                                                                             | Milo Nekoyanagi                           |                         |         |
| 2022 | Sasaki to Miyano                                                                                          | Taiga Hirano                              |                         |         |
| 2022 | Odd Taxi                                                                                                  | Kenshiro Daimon                           |                         |         |
| 2022 | The Prince of Tennis                                                                                      | Chotaro Otori                             |                         |         |
| 2022 | Demon Slayer: Kimetsu no Yaiba                                                                            | Gyutaro                                   |                         | [ 23 ]  |
| 2022 | Given | Mafuyu Satō                               |                         |         |
| 2022 | Orient | Kijinosuke                                |                         | [ 24 ]  |
| 2022 | Kakegurui Twin                                                                                            | Kanade Musubi                             |                         | [ 9 ]   |
| 2022 | Beyblade Burst QuadDrive                                                                                  | Phelix Payne                              |                         |         |
| 2023 | Shūmatsu no Valkyrie                                                                                      | Beelzebub                                 |                         | [ 25 ]  |
| 2024 | Kuroshitsuji: Public School Arc                                                                           | Lawrence Bluewer                          |                         |         |
| 2024 | Yozakura-san Chi no Daisakusen                                                                            | Mizuki, Ken-Ken                           |                         | [ 9 ]   |

### Doblajes en plículas
| Año  | Título                                                        | Papel                  | Notas                        | Fuentes |
| ---- | ------------------------------------------------------------- | ---------------------- | ---------------------------- | ------- |
| 2021 | L'étranger                                                    | Wada                   |                              | [ 26 ]  |
| 2021 | El Príncipe del Tenis II: Hyoutei vs. Rikkai - Game of Future | Chotaro Otori          |                              | [ 27 ]  |
| 2022 | Shin Ultraman                                                 | Akihisa Taki           |                              | [ 28 ]  |
| 2024 | Mobile Suit Gundam: Silver Phantom                            | Protagonista masculino | Película de realidad virtual | [ 29 ]  |
| 2025 | La rosa de Versalles                                          | André Grandier         | Doblaje de Netflix           |         |

### Videojuegos
| Año  | Título                                   | Papel                                               | Fuentes |
| ---- | ---------------------------------------- | --------------------------------------------------- | ------- |
| 2014 | SMITE                                    | Erlang Shen                                         | [ 6 ]   |
| 2016 | The Lord of the Rings Online             | Frodo Bolsón                                        | [ 6 ]   |
| 2019 | Borderlands 3                            | Caber Dowd, Dickon Goyle, Kendor Bronson, Pistolero | [ 9 ]   |
| 2020 | Cobra Kai: The Karate Kid Saga Continues | Cruz, Motociclista                                  | [ 9 ]   |
| 2022 | Return to Monkey Island                  | Ned Filigrana                                       | [ 9 ]   |
| 2023 | Fire Emblem: Engage                      | Alear (masculino)                                   | [ 9 ]   |
| 2023 | Anonymous;Code                           | Kent Korihisa                                       | [ 9 ]   |
| 2023 | Silent Hope                              | Wanderer                                            | [ 9 ]   |
| 2025 | Like a Dragon: Pirate Yakuza in Hawaii   | Nishida                                             | [ 9 ]   |

### CD drama
| Año  | Título                            | Papel | Fuente |
| ---- | --------------------------------- | ----- | ------ |
| 2018 | This Boy Will Be Called a Villain | K     | [ 30 ] |

## Discografía
| Año  | Título                | Role  | Notas                | Fuente |
| ---- | --------------------- | ----- | -------------------- | ------ |
| 2024 | Epic: The Wisdom Saga | Apolo | 1 pista, "God Games" | [ 31 ] |